# 鏑木正隆
鏑木 正隆（かぶらぎ まさたか、1898年（明治31年）12月29日 - 1946年（昭和21年）4月22日）は、大日本帝国陸軍軍人。最終階級は陸軍少将。兵科は歩兵科。

## 経歴
1898年（明治31年）に石川県で生まれた。陸軍士官学校第32期、陸軍大学校第42期卒業。1939年（昭和14年）8月に第13師団参謀（第11軍）に就任し、贛湘作戦に参加。1940年（昭和15年）12月に駐蒙軍高級参謀に転じ、1941年（昭和16年）3月に陸軍大佐に進級した。1942年（昭和17年）10月に陸軍士官学校附となり、1943年（昭和18年）に陸軍士官学校教官に就任した。1944年（昭和19年）3月1日に第11軍参謀に転じ、中国戦線に復帰。大陸打通作戦に第11軍主力が出撃すると、5月9日に作戦根拠地である武漢を防衛するために臨時編成された武漢防衛軍参謀長に就任し、7月5日に同軍が第34軍（第6方面軍）に名称変更されるとそのまま第34軍参謀長となった。
1945年（昭和20年）3月1日に陸軍少将に進級し、6月15日に陸軍歩兵学校附となり、6月21日に第55軍参謀長（第15方面軍）に着任。高知県で本土決戦に備える中で終戦を迎え、9月1日に兼四国軍管区参謀長となった。
同年11月30日に戦犯指名を受け、巣鴨プリズンに収容され、12月に上海市に移送された。第34軍参謀長在任時の1944年（昭和19年）12月16日頃に漢口でアメリカ軍搭乗員捕虜を7時間にわたり市中行進させ、虐待を加えたうえで絞殺した罪で起訴され、絞首刑の判決が下った。当時の佐野忠義軍司令官は病死しており、第34軍幹部はソ連に抑留されていたことから鏑木が責任を取らされた形となった。 1946年（昭和21年）4月22日に上海で執行された。